# Witold Hensel

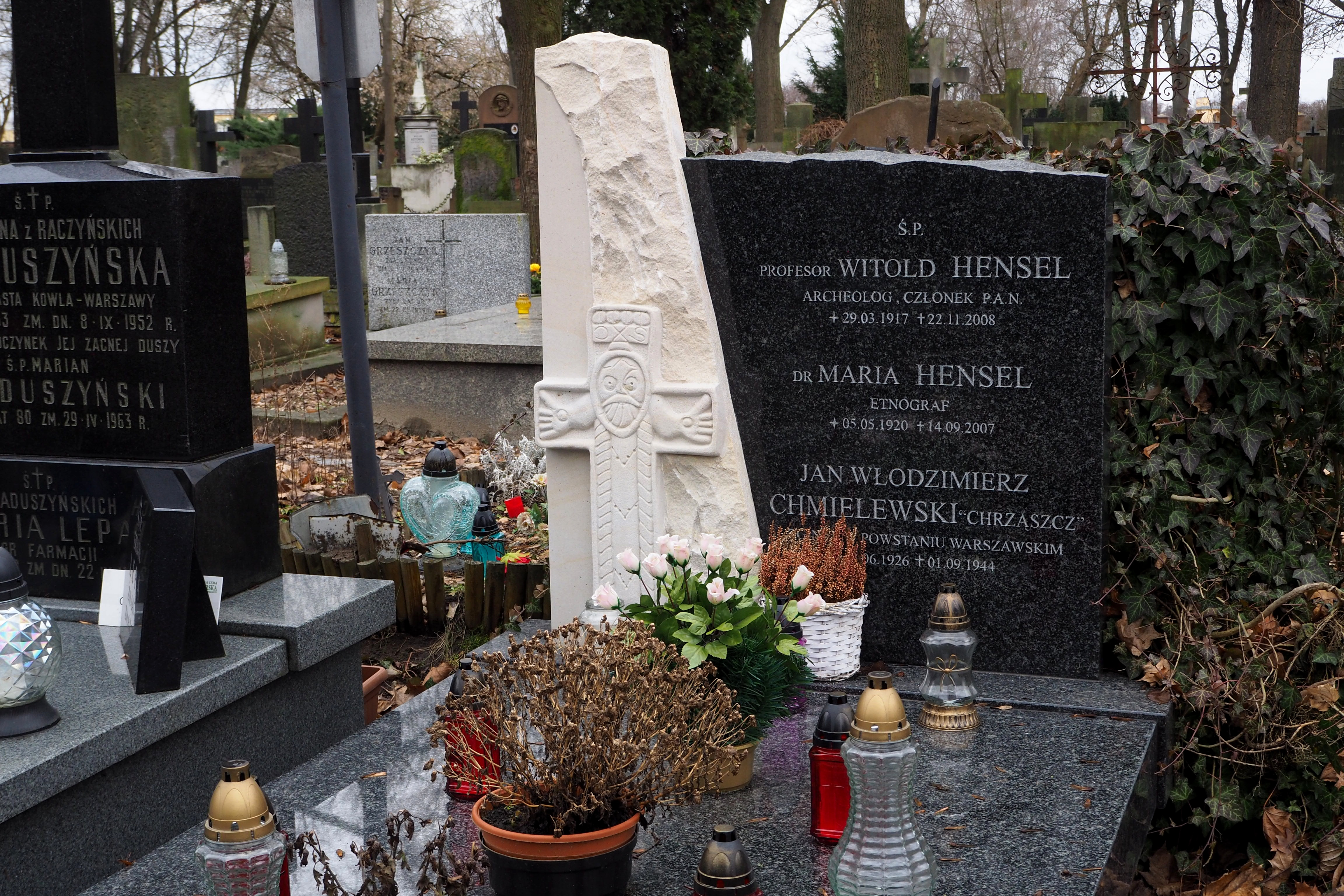
Grób Witolda Hensla na cmentarzu Powązkowskim w Warszawie

Witold Hensel (ur. 29 marca 1917 w Gnieźnie, zm. 22 listopada 2008 w Warszawie) – polski archeolog, mediewista, profesor zwyczajny, doktor habilitowany, członek rzeczywisty Polskiej Akademii Nauk, poseł na Sejm PRL IX kadencji, od 1982 do 1983 członek prezydium Tymczasowej Rady Krajowej Patriotycznego Ruchu Odrodzenia Narodowego.

## Życiorys
Urodził się w wielodzietnej rodzinie Maksymiliana i Marianny z Formanowiczów (1880–1951). Był najmłodszym bratem Mirosławy Marii (1902–1992), Felicji Zuzanny (1903–1958), Mariana (1904–1979), Izabelli (1906–1993), Janiny Zofii Burwiel (1907–1982), N. (1908–1908), Wandy Ewy (1909–1910), Anatoli Gertrudy Sabiny Radwańskiej 1 v. Ładygin (1912–1985) i Romualda Edmunda Adama (1914–2001). Ukończył gnieźnieńskie gimnazjum. W latach 1951–1956 profesor na Uniwersytecie Poznańskim, od 1954 na Uniwersytecie Warszawskim. Od 1954 dyrektor Instytutu Historii Kultury Materialnej PAN w Warszawie (obecnie Instytut Archeologii i Etnografii PAN). Współpracownik poznańskiej szkoły archeologicznej kierowanej przez profesora Józefa Kostrzewskiego.
Współorganizator i pierwszy Prezes Unii Archeologii Słowiańskiej w latach 1965–1967. Od 1965 członek rzeczywisty Polskiej Akademii Nauk. Na Uniwersytecie Poznańskim współdziałał m.in. z profesorami Kazimierzem Tymienieckim, Gerardem Labudą, Henrykiem Łowmiańskim, Karolem Zygmunciakiem oraz Janem Czekanowskim.
Kierownik badań archeologicznych w Polsce (Poznań od 1954 do 1989, Kruszwica), Bułgarii, Francji oraz Algierii.
Zasiadał w komitecie wykonawczym rady krajowej PRON. Był posłem IX kadencji na Sejm PRL od 13 października 1985 do 3 czerwca 1989 z ramienia Stronnictwa Demokratycznego.
Był przewodniczącym Komitetu Inicjatyw Społecznych i Naukowych przy PAN, a także redaktorem naczelnym periodyku PAN pt. Archaeologia Polona. W latach 1988–1990 był członkiem Rady Ochrony Pamięci Walk i Męczeństwa. W latach 1986–1989 był członkiem Ogólnopolskiego Komitetu Grunwaldzkiego.
Na dorobek naukowy Witolda Hensla składa się m.in. ponad 800 prac i publikacji.
Był mężem Marii z Chmielewskich, a ich dziećmi są:
- Zdzisław Hensel – były szef kancelarii PAN i specjalista od archeometalurgii oraz były podsekretarz stanu w MENiS,
- Leszek Hensel – były ambasador w Bośni i Hercegowinie, starszy kustosz Muzeum Historycznego m.st. Warszawy,
- Barbara Hensel-Moszczyńska,
- Wojciech Hensel – tłumacz i turkolog, w latach 1992–1997 ambasador RP w Turcji.

Zmarł w Warszawie, pochowany 27 listopada 2008 obok swojej żony na cmentarzu Powązkowskim (kwatera 143-3-3).

## Kierownik badań archeologicznych
- 1936–1937: Gniezno, Polska
- 1937: Kłecko, Polska
- 1938: Poznań, Polska
- 1946–1953: Poznań, Polska
- 1950–1951: Szczecin, Polska
- 1951–????: Kruszwica, Polska
- 1961–1962: Wenecja, Włochy
- 1962: Swisztow, Bułgaria
- 1963–1968: Styrmen, Bułgaria
- 1964–1965: St. Jean-le-Froid, Francja
- 1964: Montaigut, Francja
- 1965: Condorcet, Francja
- 1969: Algier, Algieria
- 1969–1977: Odercy, Bułgaria
- 1974: Tlemcen, Algieria
- 1975–1982: Debreste, Jugosławia
- 1975–1980: Czersk, Polska
- 1981, 1984: Murano, Włochy
- 1982–????: Capaccio Vechia, Włochy

## Publikacje (wybrane)
Witold Hensel opublikował ponad 500 prac różnej wielkości.
- Czy mieszkańcy Biskupina trudnili się rybołówstwem, t.11, s. 148–153, 1936
- Przedmioty drewniane z grodu kultury łużyckiej w pow. żnińskim, [w:] J. Kostrzewski (red.), s. 54–61, 1938
- 35 lat działalności naukowej Józefa Kostrzewskiego, Slavia Antiqua, t.1, s. 3–37, 1948
- Potrzeba przygotowania wielkiej rocznicy, 1946
- Kłamstwa nauki niemieckiej o Słowianach, Warszawa 1947
- Studia nad osadnictwem Wielkopolski wczesnohistorycznej (t.1–7), 1948–1987
- Słowiańszczyzna wczesnośredniowieczna, Zarys kultury materialnej, Warszawa 1952
- Sztuka społeczeństw paleolitycznych, 1957
- Poznań w zaraniu dziejów. Od paleolitu do połowy XIII w., Wrocław 1958
- Poznań we wczesnym średniowieczu (red.), 1959
- Najdawniejsze stolice Polski, 1960
- Polska przed tysiącem lat, Ossolineum, Wrocław 1960 (3 wydania)
- Archeologia o początkach miast słowiańskich, Wrocław 1963
- Die Slaven in frühen Mittelalter, 1965
- La Naissance de la Pologne, 1966
- Anfänge der Städte bei den Ost- un Westslaven, 1967
- Ziemie polskie w pradziejach, Warszawa 1969
- Archeologia i prahistoria, 1971
- Początki państwa polskiego i jego kultury, Warszawa 1971
- Polska starożytna 1973 (3 wydania)
- Archeologia żywa 1973 (2 wydania)
- Ur- und Frühgeschichte Polens, 1974
- U źródeł Polski średniowiecznej, Ossolineum, Wrocław 1974
- Skąd przyszli Słowianie, 1984

## Członkostwa
- Korporacja Studentów Uniwersytetu Poznańskiego „Surma”
- członek honorowy Jugosłowiańskiego Towarzystwa Archeologicznego (1966)
- członek honorowy Ośrodka Badań Naukowych im. Wojciecha Kętrzyńskiego w Olsztynie (1968)
- członek honorowy Polskiego Towarzystwa Archeologicznego (1970)
- członek zagraniczny Akademii Nauk NRD (1975)
- członek Macedońskiej Akademii Nauk (1977)
- członek rzeczywisty Niemieckiego Instytutu Archeologicznego (od 1978)

## Ordery i odznaczenia
- Order Sztandaru Pracy I klasy[6]
- Krzyż Komandorski z Gwiazdą Orderu Odrodzenia Polski[6]
- Krzyż Komandorski Orderu Odrodzenia Polski[6]
- Krzyż Oficerski Orderu Odrodzenia Polski[6]
- Krzyż Kawalerski Orderu Odrodzenia Polski (28 września 1954)[7][6]
- Medal Rodła[6]
- Medal 10-lecia Polski Ludowej (14 stycznia 1955)[8]
- Srebrny Medal „Za zasługi dla obronności kraju”[6]
- Medal Komisji Edukacji Narodowej[6]
- Odznaka „Zasłużony Działacz Kultury”
- Złota Odznaka honorowa „Za Zasługi dla Warszawy”[6]
- Odznaka Honorowa Miasta Poznania[9]
- Medal im. Mikołaja Kopernika PAN[6]
- Medal „Lux et Laus” przyznany przez Stały Komitet Mediewistów Polskich za wyjątkowe zasługi w badaniach historycznych (2007)[10]
- Krzyż Komandorski Orderu Zasługi Republiki Włoskiej (Włochy)[6]
- Order Cyryla i Metodego I klasy (Bułgaria)[6]

## Nagrody i wyróżnienia
- Nagroda Państwowa II stopnia za pracę pt. Słowiańszczyzna wczesnośredniowieczna. Zarys kultury materialnej (1955)[11]
- Nagroda Państwowa II stopnia (1966)[6]
- Doktor honoris causa Uniwersytetu im. Adama Mickiewicza (17 listopada 1986)